# Leioproctus ruber
Leioproctus ruber is een vliesvleugelig insect uit de familie Colletidae. De wetenschappelijke naam van de soort is voor het eerst geldig gepubliceerd in 1970 door Toro.